# Parafia Zaśnięcia Matki Bożej w Salin-de-Giraud
Parafia Zaśnięcia Matki Bożej – etnicznie grecka parafia prawosławna w Salin-de-Giraud. 